# Marysville, Kansas
Marysville är administrativ huvudort i Marshall County i Kansas. Orten har fått sitt namn efter bosättaren Francis J. Marshalls fru. Enligt 2020 års folkräkning hade Marysville 3 447 invånare.

## Kända personer från Marysville
- Brian Duensing, basebollspelare
- Moondog, kompositör
- Merrill Q. Sharpe, politiker